# Sobarocephala nepalensis
Sobarocephala nepalensis är en tvåvingeart som beskrevs av Mitsuhiro Sasakawa 1979. Sobarocephala nepalensis ingår i släktet Sobarocephala och familjen träflugor.
Artens utbredningsområde är Nepal. Inga underarter finns listade i Catalogue of Life.